# Khāvar-e Seyyed Khalaf
Khāvar-e Seyyed Khalaf (persiska: خاور سیّد خلف, Khāvar) är en ort i Iran.   Den ligger i provinsen Khuzestan, i den centrala delen av landet, 500 km sydväst om huvudstaden Teheran. Khāvar-e Seyyed Khalaf ligger 28 meter över havet och antalet invånare är 661.
Terrängen runt Khāvar-e Seyyed Khalaf är mycket platt. Runt Khāvar-e Seyyed Khalaf är det ganska tätbefolkat, med 144 invånare per kvadratkilometer. Närmaste större samhälle är Zovīyeh-ye Do, 18,9 km nordost om Khāvar-e Seyyed Khalaf. Trakten runt Khāvar-e Seyyed Khalaf är ofruktbar med lite eller ingen växtlighet.